# Zhendong, Sichuan
Zhendong (kinesiska: 震东乡, 震东) är en socken i Kina. Den ligger i provinsen Sichuan, i den sydvästra delen av landet, omkring 320 kilometer sydost om provinshuvudstaden Chengdu. Antalet invånare är 26 188. Befolkningen består av 12 246 kvinnor och 13 942 män. Barn under 15 år utgör 24,0 %, vuxna 15-64 år 66 %, och äldre över 65 år 8,0 %.
Genomsnittlig årsnederbörd är 1 326 millimeter. Den regnigaste månaden är juni, med i genomsnitt 216 mm nederbörd, och den torraste är januari, med 26 mm nederbörd.